# Chamsys
Chamsys, Chamsys Ltd, är en brittisk tillverkare av kontrollbord för scenteknisk belysningsutrustning. Företaget startades 2003.

## Modeller/varumärken
- MQ50
- MQ70
- MQ80
- MQ250
- MQ500M
- Mini Connect
- Compact Connect
- Stadium Connect